# Fer sérique
La sidérémie ou fer sérique est le taux de fer en circulation dans le plasma sanguin (55% du volume du sang en moyenne) lié à la transferrine, protéine de transport du fer. Le fer sérique n'inclut donc pas le fer fixé à l’hémoglobine à l'intérieur des globules rouges. 
Le taux normal chez l'adulte moyen est compris entre 0,6 et 1,9 mg/L, soit entre 11 et 34 micromoles/L .

## Vocabulaire médical
- l'hyposidérémie désigne le manque (carence, malabsorption...) de fer, par exemple lié à des pertes sanguines, une inflammation[3]...
- l'hypersidérémie désigne une surcharge du plasma en fer (par exemple à la suite de destructions cellulaires qui libèrent du fer libre dans le plasma (foie, globules rouges...)[3] ;
- la transferrine sérique (mesurée par la transferrinémie qui désigne la Capacité de transport du fer dans le sang, liée au taux de transferrine dans le sang : 2 à 4 g/l chez la femme comme chez l'homme, sans variations sur 24 heures (pas de cycle nycthéméral)[3] ;
- le « coefficient de saturation de la transferrine » désigne le taux (%) des sites de liaison occupés par le fer sur la transferrine.  Dépendant du taux de fer sérique, il varie sur 24h avec un maximum le matin[3] ;

## Selon le sexe
Le taux de fer sérique varie dans le temps (il est maximal le matin et varie selon la musculature et le contexte en termes d'effort, d'altitude, etc). Le besoin en fer varie aussi mensuellement chez la femme, en raison des pertes de sang lors des menstruations, de même lors des grossesses, de l'allaitement... 
Recommandations 
- Pour l'homme  : 70 à 175 microgrammes par décilitre (μg/dl)[3]
- Pour la femme : 50 à 150 microgrammes par décilitre (μg/dl)[3]